# Dłużec (województwo małopolskie)

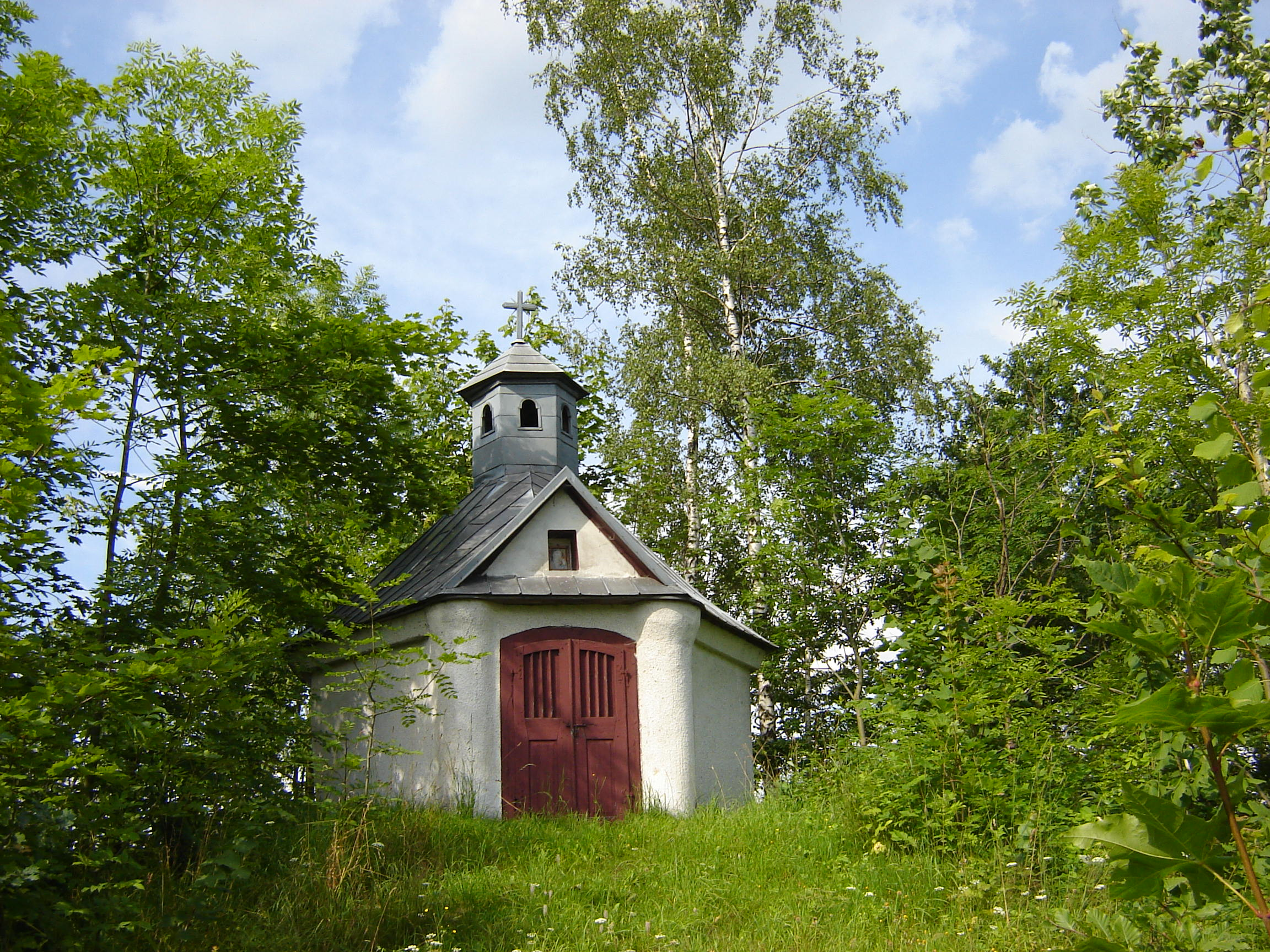
Kaplica św. Józefa

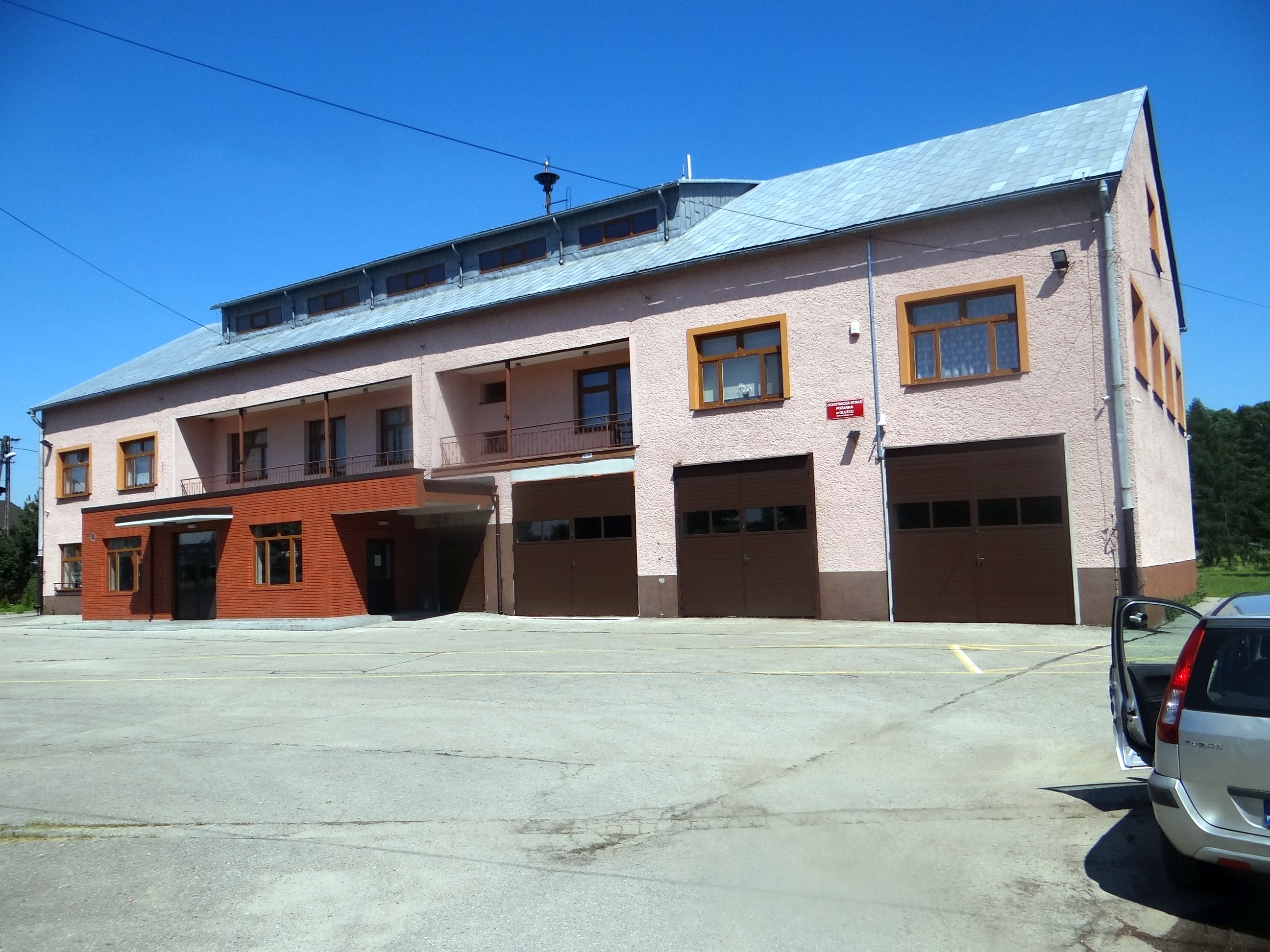
Remiza OSP

Dłużec – wieś w Polsce, położona w województwie małopolskim, w powiecie olkuskim, w gminie Wolbrom, przy drodze wojewódzkiej nr 794.
W latach 1931–1954 istniała gmina Dłużec. W latach 1954–1972 wieś należała i była siedzibą władz gromady Dłużec. W latach 1975–1998 miejscowość administracyjnie należała do województwa katowickiego.
Miejscowość leży na niebieskim Szlaku Warowni Jurajskich oraz Szlaku Architektury Drewnianej.
| SIMC    | Nazwa      | Rodzaj    |
| ------- | ---------- | --------- |
| 0223846 | Lizak      | część wsi |
| 0223852 | Nowa Wieś  | część wsi |
| 0223869 | Rędziny    | część wsi |
| 0223875 | Sośliny    | część wsi |
| 0223881 | Stara Wieś | część wsi |

## Historia
- czasy przedhistoryczne – istniało tu grodzisko albo było tu miejsce pogańskiego kultu;
- 1311 – powstała wieś Dłużec za sprawą zasadźców braci Wolframa i Hilarego;
- 1325 – istniał tu pierwotny kościół, obecnie nieistniejący;
- 1327 – sołtysi Dłużca (wsi królewskiej) – Wolfram i Hilary otrzymali od Władysława Łokietka pozwolenie na kolonizację okolicznych lasów. Bracia ci wykarczowali lasy koło Dłużca i osadzili tam mieszkańców. Założyli też wkrótce osadę Wolfram (obecny Wolbrom), która niedługo potem uzyskała prawa miejskie. Wraz z miastem Wolbrom oraz okolicznymi wsiami: Łobzów i Lgota, Dłużec wchodził w skład starostwa niegrodowego w powiecie Książ Wielki. Należące do Dłużca lasy były bardzo rozległe, gdyż z dokumentu Łokietka z 1327 roku wynika, że sięgały do granic ówczesnej wsi Pilica (według L. Marca, K. Mazurka i T. Sucheckiech nadanie miało miejsce w 1321 roku);
- ok. poł. XIV wieku – wieś Dłużec stała się własnością potężnego i zamożnego Ottona h. Topór z pobliskiej Pilicy;
- 12 kwietnia 1432 – podniesione zostało pilickie probostwo do godności prepozytury, zagrodnicy z Dłużca zmuszeni byli płacić dziesięcinę snopową na jego rzecz;
- XVIII wiek – budowa murowanych kapliczek św. Barbary i św. Józefa;
- 1780 – budowa kościoła z fundacji starościny wolbromskiej Urszuli z Morsztynów Dembińskiej (według serwisu diecezji sosnowieckiej kościół pochodzi z 1786 roku);
- 1825 – budowa wolno-stojącej wieży dzwonnicy przy kościele parafialnym;
- 1838 – po powstaniu listopadowym z okolicznych dóbr w tym: Dłużca, Wolbromia, Łobzowa i Nowej Łąki władze carskie utworzyły majorat donacyjny, który otrzymał gen. Niejołow za zasługi dla państwa rosyjskiego;
- 1920 – przedłużenie nawy kościoła i połączenie jej z wolnostojącą dotychczas wieżą;
- 1921 – otynkowano miejscowy drewniany kościół;
- 26 października 1939 – gmina Dłużec została włączona do utworzonej przez okupanta Generalnego Gubernatorstwa;
- 1939–1945 – podczas pacyfikacji wsi zostało zamordowanych 5 osób;
- 1942 – gmina Dłużec wchodziła w skład obwodu 15 BCh. Jej komendantem był Stanisław Myszor ps. „Obuch” a od listopada 1942 roku Józef Barczyk ps. „Bartosik”, zastępcą został Stanisław Pasich ps. „Młot”. Instruktorem szkolenia wojskowego był „Tomasz” a Władysław Myszor był szefem łączności tej jednostki. Gmina Dłużec wraz z gminą Jangrot i miastem Wolbrom stanowiły Środkowy II rejon organizacyjny BCh w powiecie olkuskim;
- 1943 – Dłużec został przypisany w strukturach PPR do dzielnicy „Warka” (Wolbrom) w Podokręgu Zachodnim okręgu Miechów. M. in. z Dłużca odnotowano sporo młodych rekrutów zaciągających się do oddziału BCh/AK pod dowództwem Jana Pieńkowskiego ps. „Mohort”.

## Zabytki
Obiekt wpisany do rejestru zabytków nieruchomych województwa małopolskiego.
- Kościół pw. św. Mikołaja i św. Wawrzyńca
Kościół modrzewiowy z 1780 roku (według serwisu diecezji sosnowieckiej z 1786), jednonawowy o konstrukcji zrębowej, otoczony starymi drzewami. Stoi na miejscu starszego kościoła wzmiankowanego w 1325 roku i z wykorzystaniem jego podmurowania. Fundatorem była „starościna wolbromska” Urszula z Morsztynów Dembińska. W 1920 roku nawę kościoła przedłużono i połączono ze stojącą dotychczas wolno wieżą-dzwonnicą z 1825 roku. W 1921 roku był otynkowany.
Wyposażenie kościoła z XV, XVII i XVIII w. Wewnątrz późnorenesansowy, bogato zdobiony ołtarz główny z pocz. XVII w., dwa manierystyczne ołtarze boczne z przeł. XVI i XVII w., jeden z dwoma wcześniejszymi posągami Świętych Niewiast z 2 poł. XV wieku (według wyd. Compass z 3 ćw. XV) oraz drugi z późnogotyckim tryptykiem z końca XV wieku, (rzeźba Madonny na tronie). Rzeźba św. Mikołaja z ok. 1500 roku oraz obrazy z 1 ćw. XVI wieku. Dzwony z 1595 i 1720 roku.
- Zespół kaplicy św. Józefa, kopiec, drzewostan.
Naprzeciw kościoła wznosi się niewielki kopiec porośnięty drzewami, na którym stoi murowana ośmioboczna kapliczka św. Józefa z XVIII wieku (według L. Marca, K. Mazurka i T. Sucheckiech kapliczka pochodzi z 1 poł. XIX wieku). Być może, że kopiec ten stanowi część jakiejś przedhistorycznej fortyfikacji lub też mógł być miejscem kultowym pogan. Stojąca na nim kapliczka z wieżyczką o sklepieniu kolebkowym w uprzednich latach kryta była gontem. Od frontu ma niewielki przedsionek.

### Inne zabytki
- Na północnym skraju Dłużca przy drodze do Pilicy, na tzw. Lizaku, na niewielkiej skałce wśród zabudowań gospodarczych stoi czworoboczna kapliczka św. Barbary z XVIII wieku z posągiem św. Barbary z początku XVII wieku.

## Przyroda
Ok. 250 metrów od centrum wsi w kierunku Domaniewic na wzgórzu górującym nad wsią znajduje się niewielka jaskinia zwana Posełkową.